# Kill City Dragons (album)
Kill City Dragons è il primo album della sleaze glam band, Kill City Dragons, uscito nel 1990 per l'Etichetta discografica Wideboy Records.
L'album contiene la traccia "Devil Calling" scritta da Dave Tregunna e Jan Stenfors, ovvero Nasty Suicide (ex Hanoi Rocks). Inoltre viene proposta anche la cover dei Boyce & Hart "Stepping Stone".

## Tracce
1. I Don't Want (Anything From You) (Bang, Von Saint, Tregunna)
2. That Ain't No Lie (Bang, Von Saint)
3. Devil Calling (Tregunna, Stenfors)
4. Fastest Way Down (Von Saint)
5. King of The Cats (Bang, Von Saint)
6. Li'l Suzy (Von Saint, Bang, Tregunna)
7. Stepping Stone (Boyce, Hart) (Boyce & Hart Cover)

## Formazione
- Billy G. Bang - voce
- Steve Von Saint - chitarra
- Dave Tregunna - basso, voce
- Danny Fury - batteria